# Mã An Sơn (làng)

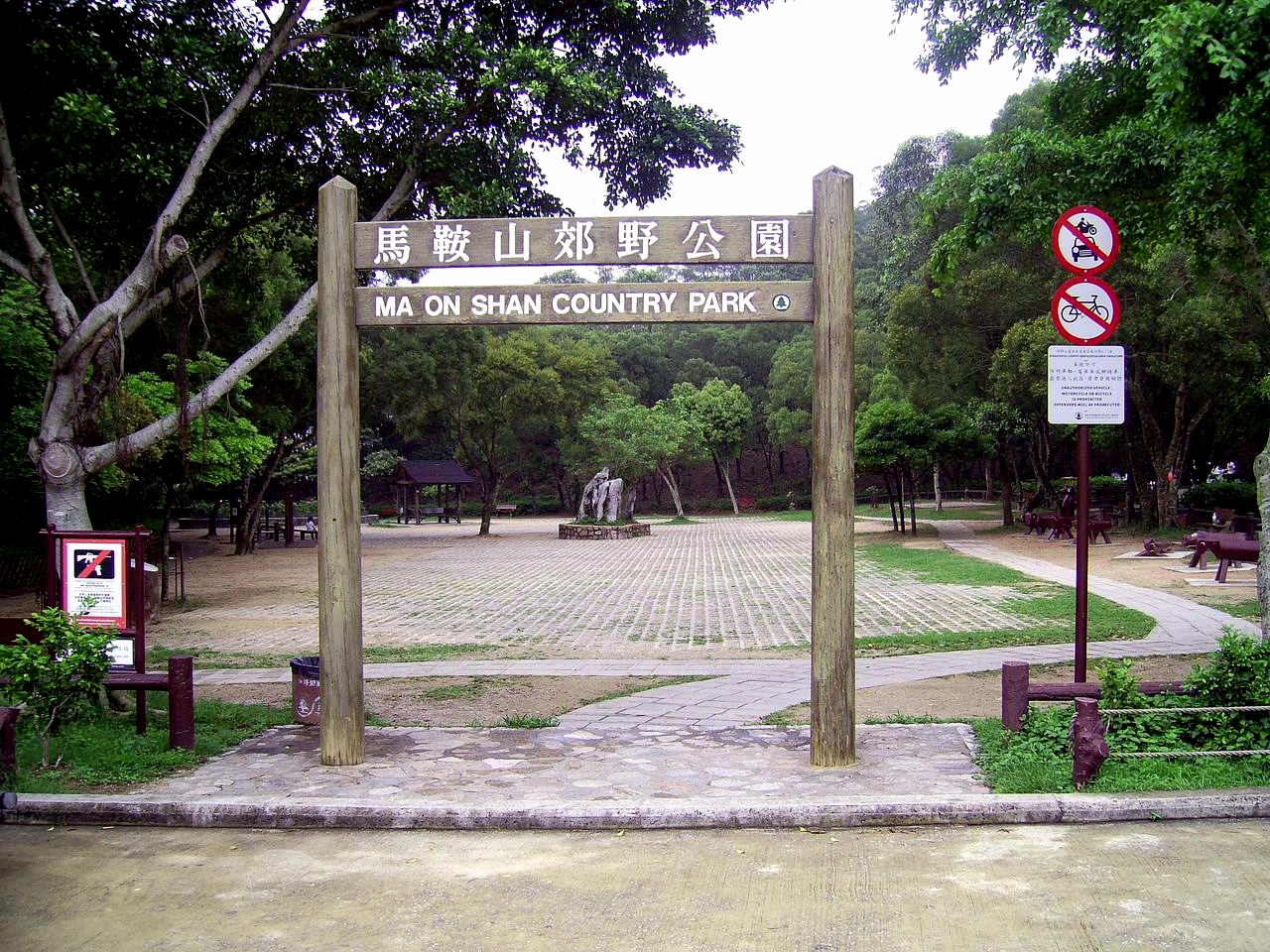
Cổng vào vườn quốc gia Mã An Sơn gần đường Mã An Sơn Thôn.

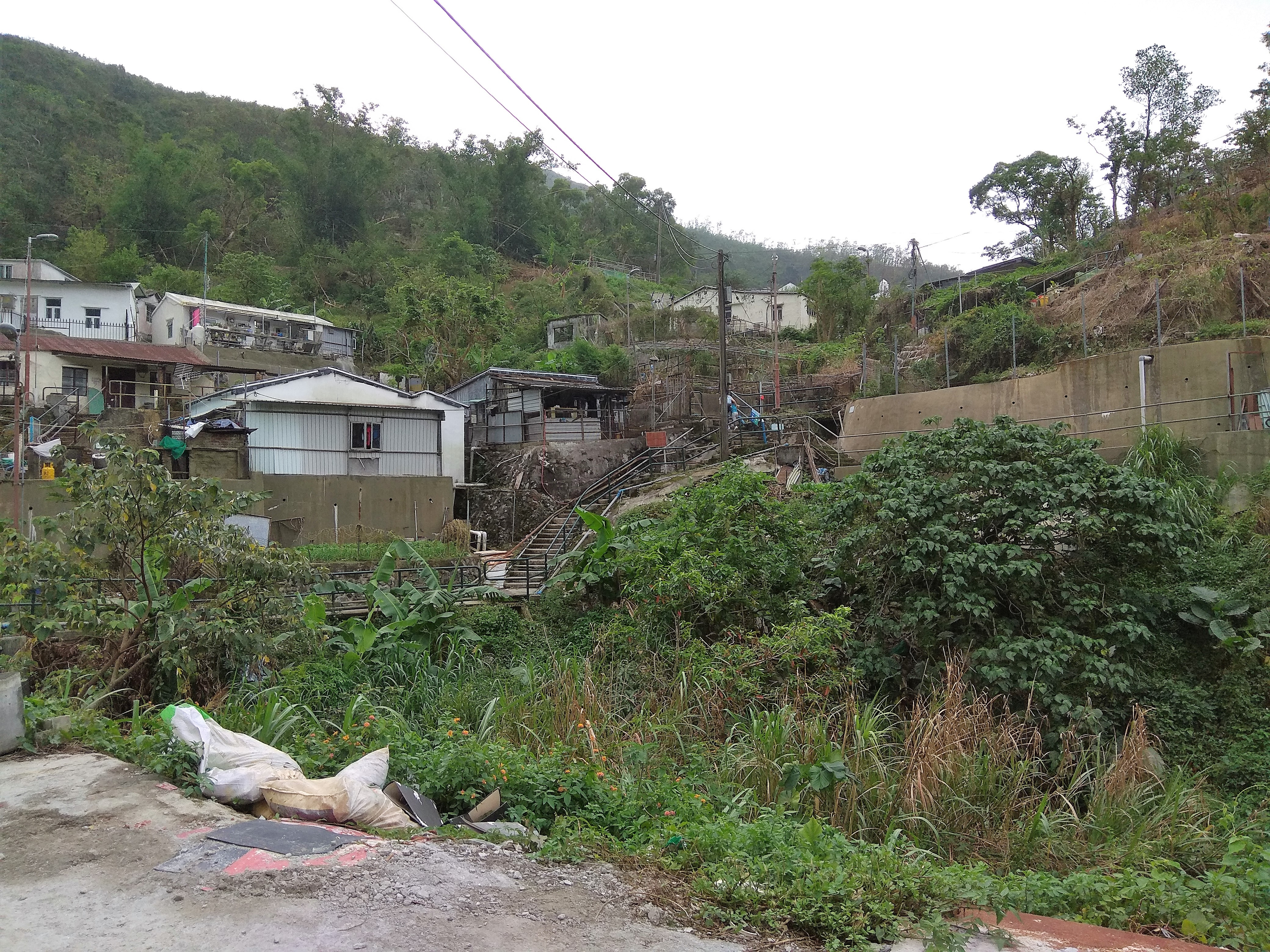
Làng Thượng Mã An Sơn

Làng Mã An Sơn (tiếng Trung: 馬鞍山村; tiếng Anh: Ma On Shan Village) hay Mã Yên Sơn là một ngôi làng khai thác toạ lạc trên ngọn đồi thuộc tân thị trấn Mã An Sơn, quận Sa Điền, Hồng Kông. Ngôi làng phát triển xung quanh hoạt động của khu mỏ sắt Mã An Sơn, đạt đến đỉnh cao trong những năm 1950–1960 và ngừng hoạt động vào năm 1976. Nơi đây có hai nhà thờ, nhà thờ Thánh Joseph và nhà thờ Luther Ân Quang.

## Nhân khẩu
Vào thời kì hưng thịnh, sau khi phát triển nhanh chóng vào những năm 1950, ngôi làng có hơn 10.000 cư dân. Ngôi làng nhỏ này đã chứng kiến một số lượng lớn người nhập cư sau khi những thay đổi trong cách khai thác quặng sắt được triển khai vào năm 1953. Gần như tất cả là người tị nạn từ Hoa lục, họ làm nghề khai thác mỏ và đến sống trong khu vực cùng gia đình. Việc khai thác mỏ kết thúc vào năm 1976 và những thợ mỏ sau đó rời bỏ ngôi làng cùng với gia đình của họ, dẫn đến sự suy giảm dân số. Tính đến năm 2014, ngôi làng là nơi sinh sống của 80 người (một nguồn khác đề cập đến 80 hộ dân vào năm 2015).

## Lịch sử

#### Khu mỏ sắt Mã An Sơn

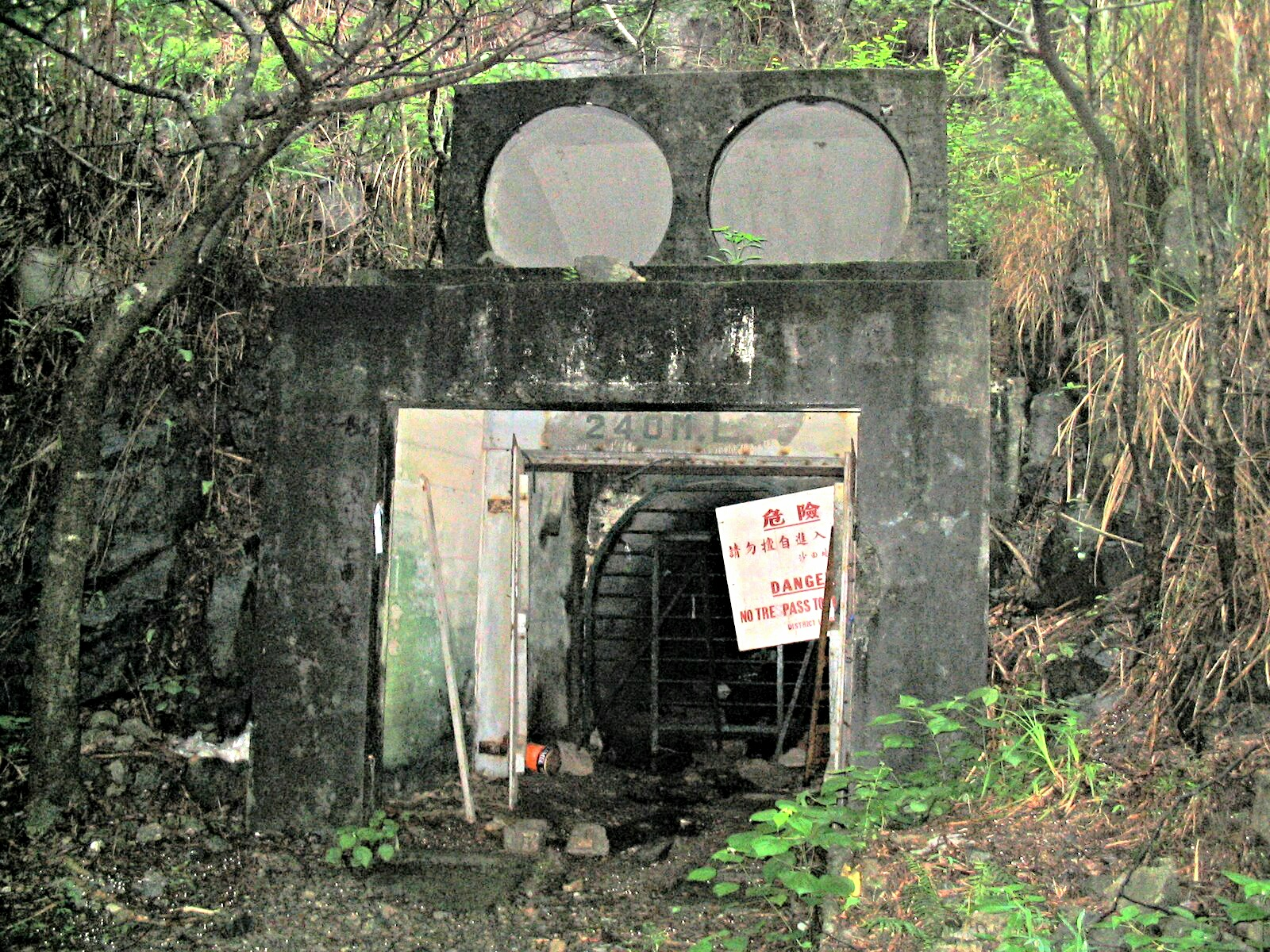
Bức tường bên ngoài 240 ML của khu mỏ sắt Mã An Sơn năm 2005.

Khu mỏ sắt Mã An Sơn được mở cửa năm 1906 dưới dạng một khu mỏ lộ thiên do Công ty Khai thác quặng sắt Hồng Kông điều hành. Năm 1949, mỏ được tiếp quản bởi Công ty khai thác và thương mại Mutual, công ty đã mở rộng nó xuống dưới lòng đất vào năm 1953. Đến năm 1959, việc khai thác đã chuyển hoàn toàn dưới lòng đất. Nhưng đến năm 1976, khu mỏ ngừng hoạt động. Lực lượng lao động khoảng 400 người bị sa thải. Hợp đồng khai thác của chính phủ kết thúc vào năm 1981 và sau đó khu mỏ đã chính thức bị đóng cửa.

#### Nhà thờ Luther Ân Quang

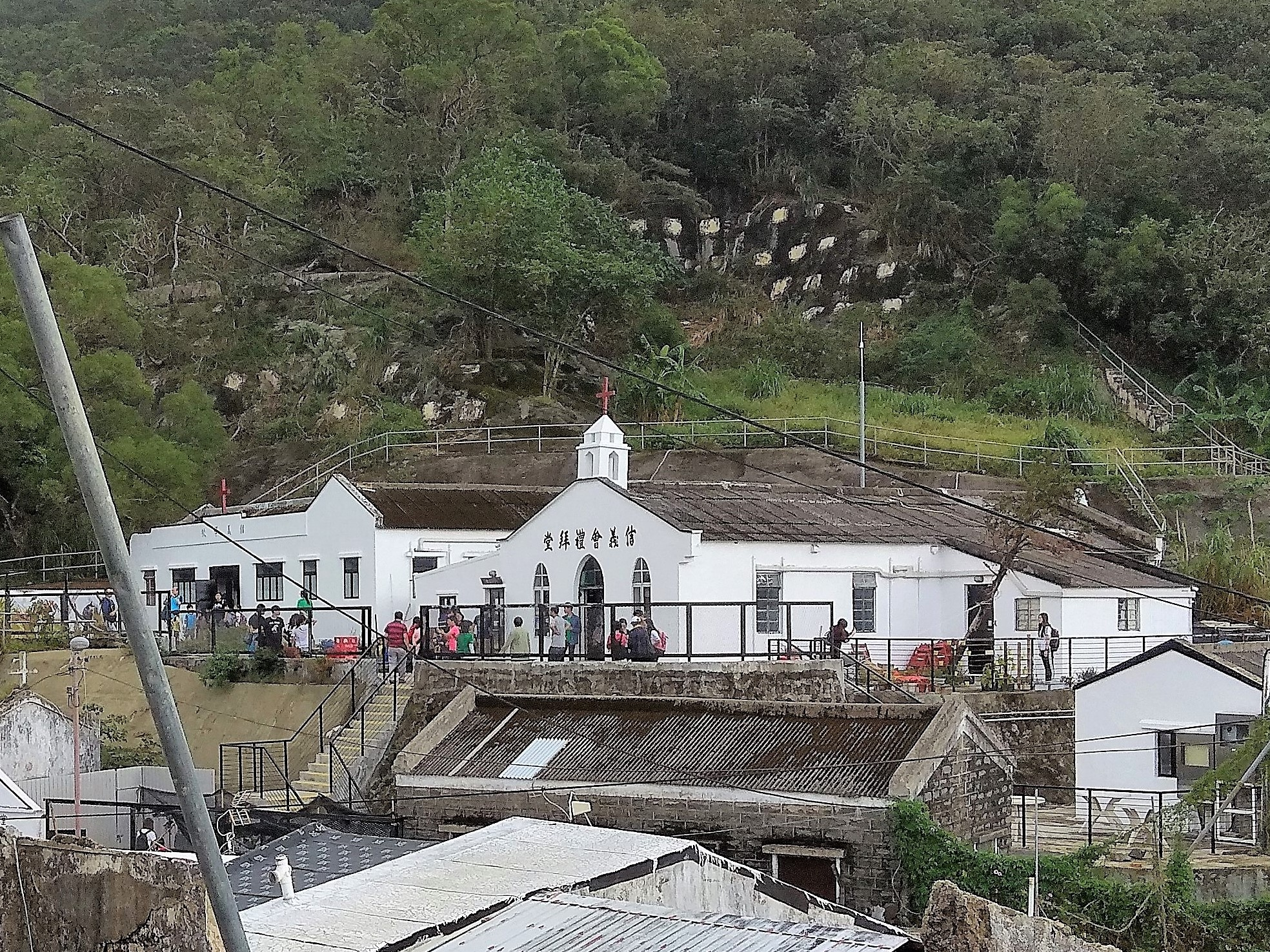
Nhà thờ Luther Ân Quang

Nhà thờ Luther Ân Quang (信義會恩光堂) được khánh thành ngày 22 tháng 6 năm 1952. Nó là một phần của một quần thể gồm năm công trình xây dựng gồm một nhà thờ, một trường tiểu học (được xây dựng năm 1961), một trường mẫu giáo, khu phố và một cửa hàng.
Tuy nhiên cũng vào năm 1976, trường tiểu học và mẫu giáo đều đóng cửa. Trường tiểu học Luther (信義恩光小學) sau đó được chuyển đến Hằng An Thôn ở Mã An Sơn và được đổi tên thành Trường tiểu học Mã An Sơn Luther (馬鞍山信義學校) năm 1987. Khu nhà thờ sau đó đã được chuyển đổi thành một khu cắm trại mang tên Ân Thanh Doanh (恩青營). Năm 2003, một trận lở đất do mưa lớn đã gây thiệt hại khu nhà thờ và khiến nơi đây trở nên nguy hiểm. Nó đã bị bỏ hoang cùng năm.:41
Nhà thờ đã được phục hồi sau năm 2014 và mở cửa trở lại vào năm 2015 như một hội trường cộng đồng và một trung tâm để làm nổi bật lịch sử và văn hóa của ngôi làng cổ. Các ngôi nhà trong trường tiểu học cũ đã được chuyển đổi thành nhà trọ dành cho các giáo dân của nhà thờ, còn khu nhà giáo viên thì được chuyển đổi thành một phòng hoạt động.

#### Nhà thờ Thánh Joseph

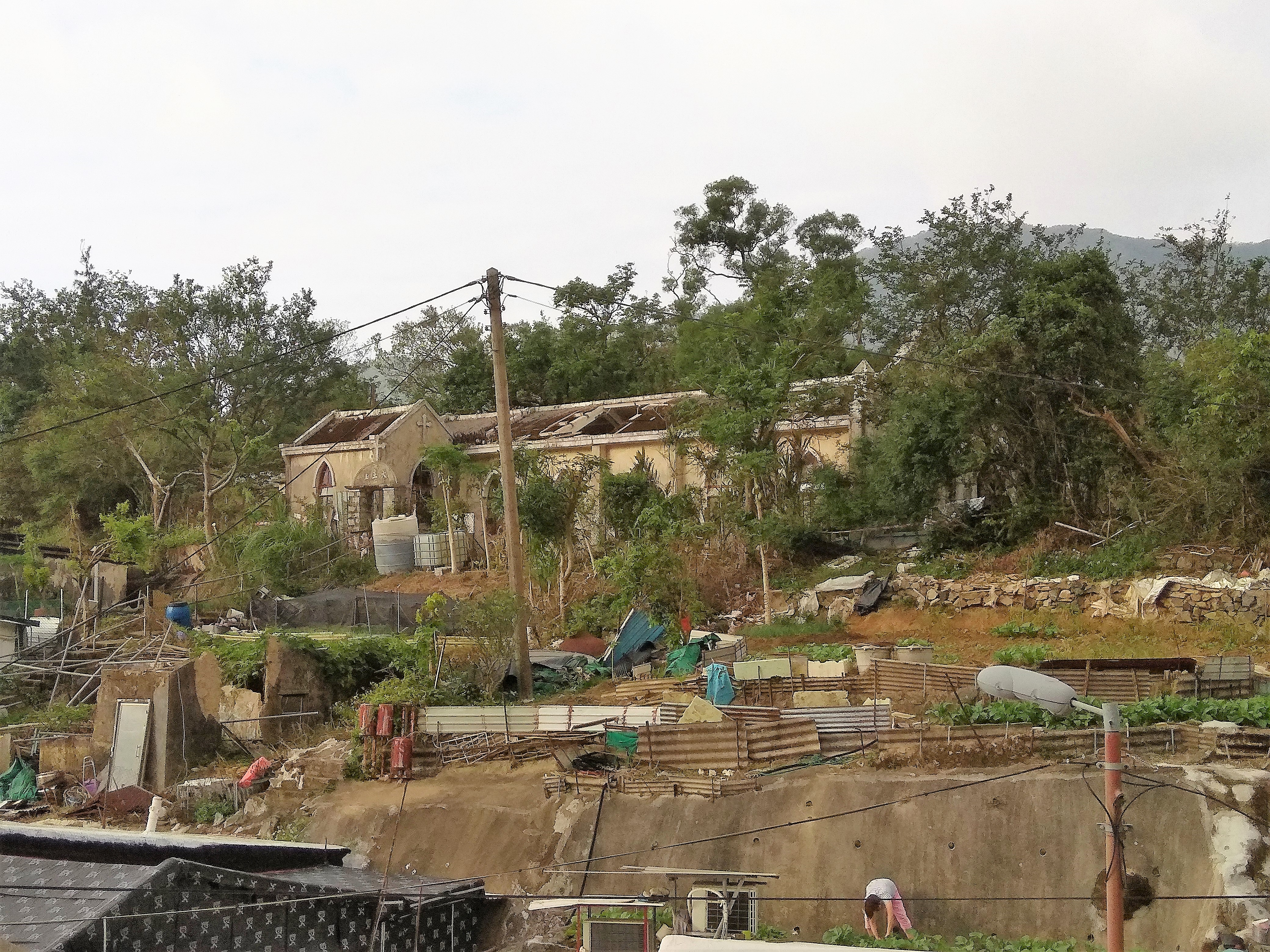
Nhà thờ Thánh Joseph

Nhà thờ Công giáo La Mã St. Joseph (聖若瑟堂) được khánh thành vào ngày 25 tháng 4 năm 1952. Nó là một phần của một quần thể các công trình kiến trúc Công giáo được dựng xây trên đỉnh một ngọn đồi nhỏ vào thập niên 1950, bao gồm Trường tiểu học St. Joseph (聖若瑟小學校), liền kề với nhà thờ, một trường mẫu giáo, một phòng khám nhỏ (được xây dựng từ 1952 đến 1954) và một tu viện (修道院). Nhà thờ được xây dựng lại năm 1962.:35
Tuy nhiên, nhà thờ đã ngừng các dịch vụ vào ngày Chủ nhật thường lệ vào năm 1981. Nhà thờ đã bị đóng cửa vào năm 1999, và trở nên trống rỗng.:40

## Giao thông

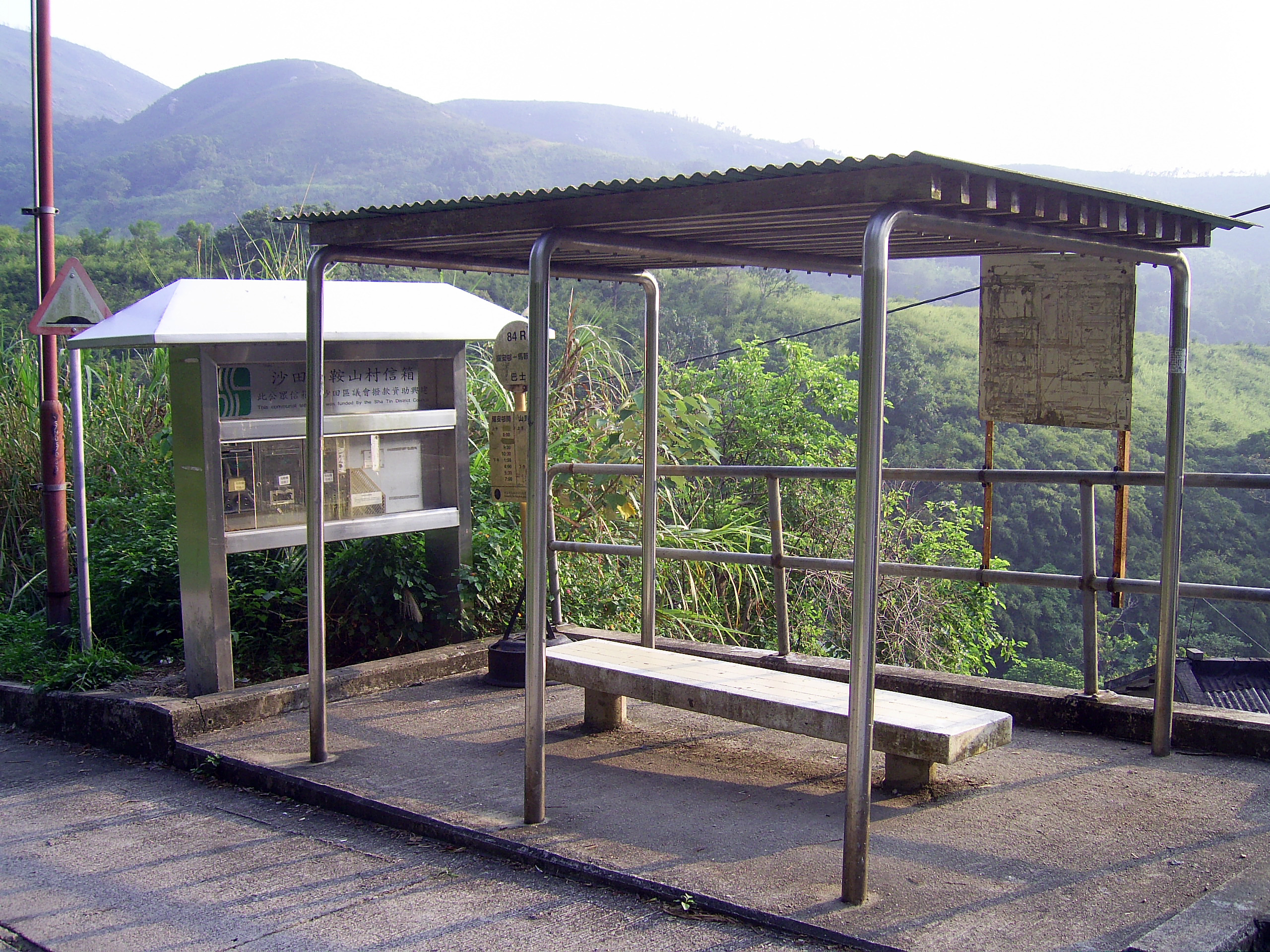
Trạm xe buýt ở làng Hạ Mã An Sơn, dọc theo đường Mã An Sơn Thôn.

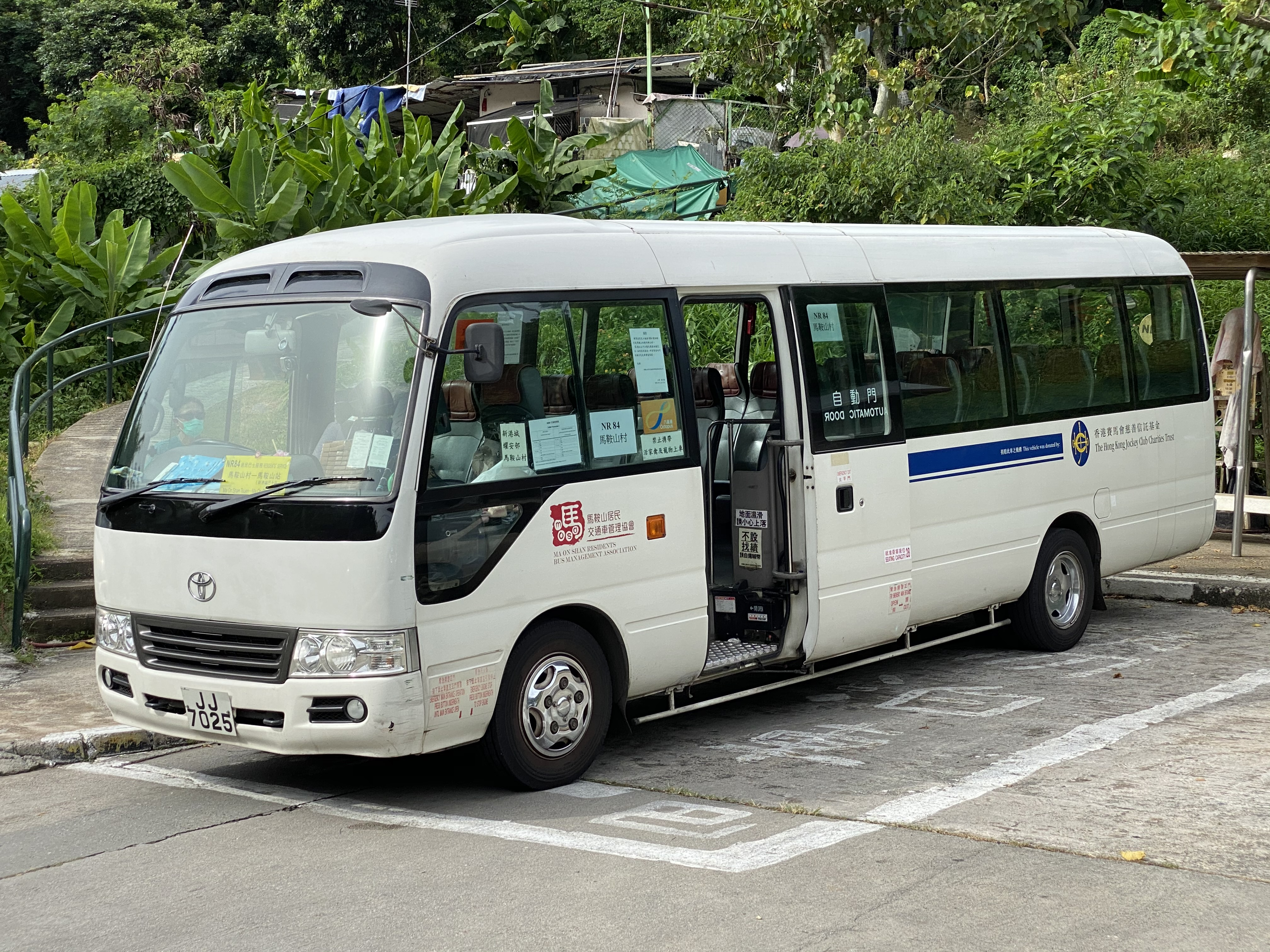
Xe buýt NR84 tại Mã An Sơn Thôn.

Ngôi làng được phục vụ bởi tuyến xe buýt NR84, nối Mã An Sơn Thôn với nhà ga MTR Mã An Sơn qua con đường Mã An Sơn Thôn, đường Mã An Sơn, đường Hằng Khang, đường Tây Sa và đường An Lộc.
Con đường Thôn dã Mã An Sơn chạy dọc từ ngôi làng đến làng Đại Thủy Hương (大水井) qua Ngang Bình.

## Trong văn hóa đại chúng
Một số cảnh trong bộ phim Cơ động Bộ đội – Đồng bào sản xuất năm 2009, do La Vĩnh Xương là đạo diễn, được quay tại nhà thờ St. Joseph.